# Berti Vogts
Hans-Hubert Vogts, cunoscut ca Berti Vogts (n. 30 decembrie 1946, Büttgen⁠(d), Zona de ocupație britanică a Germaniei⁠(d), Germania) este un fost fotbalist german care a evoluat în întreaga sa cariera pentru o singură echipă, Borussia Monchengladbach, pe postul de fundaș. De asemenea, a evoluat în 96 de partide pentru echipa națională a Germaniei de Vest, pentru care a marcat un gol și alături de care a reușit să câștige atât Campionatul Mondial, cât și Campionatul European. În prezent, el este antrenorul echipei naționale de fotbal a Azerbaidjanului. A fost poreclit Terrierul în perioada în care încă juca fotbal, datorită faptului că se lupta pentru fiecare balon, chiar dacă, în unele situații, era aproape imposibil să îl obțină.

## Cariera de jucător

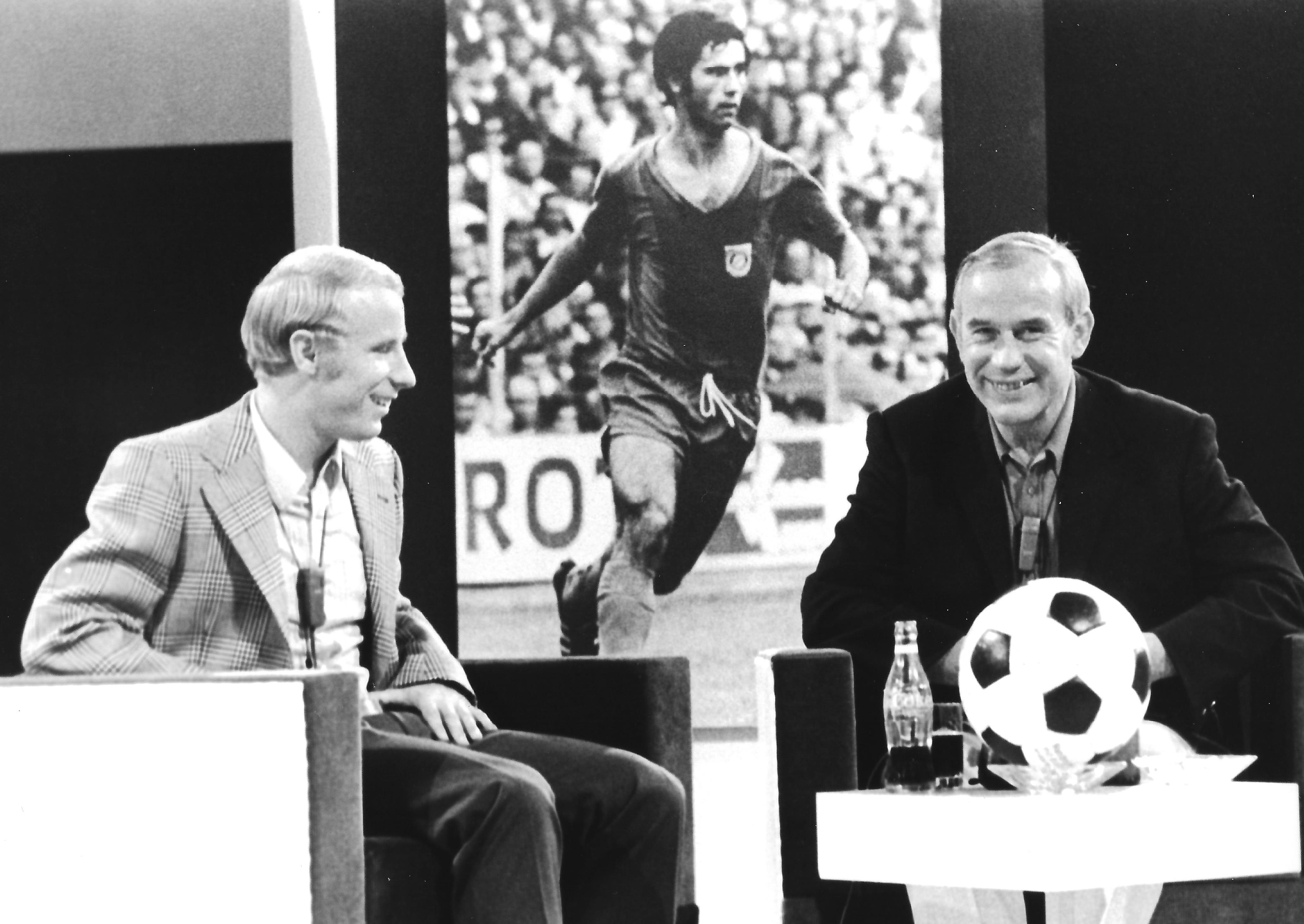
Vogts și Hennes Weisweiler în 1970.

În 1954, la vârsta de 7 ani, Berti Vogts a început să joace fotbal la juniorii formației VfR Buttgen, clubul din localitatea sa natală. A rămas la această echipă timp de aproape 11 ani, iar în 1965 a ajuns la Borussia Monchengladbach, formație la care avea să evolueze în întreaga sa carieră de fotbalist. În chiar primul său sezon la Monchengladbach, Berti Vogts a bifat toate cele 34 de partide, nereușind să înscrie însă niciun gol. Primul trofeu cucerit de el la echipa sa de club a fost titlul de campion al Germaniei, în anul 1970. Tot în acest an, a reușit să ajungă cu echipa națională a Germaniei de Vest, la care debutase în anul 1967, până în semifinalele Campionatului Mondial de Fotbal din 1970 desfășurat în Mexic, echipa sa fiind eliminată în penultimul act de către Italia.
În 1971 a reușit să cucerească cel de-al doilea titlu de campion al Germaniei cu Borussia Monchengladbach, iar în anul imediat următor a fost prezent la Campionatul European de Fotbal, împreună cu echipa națională a Germaniei de Vest. Echipa sa a învins cu scorul de 3-0 naționala Uniunii Sovietice, iar Berti Vogts a reușit să își adjudece primul trofeu cu echipa națională.

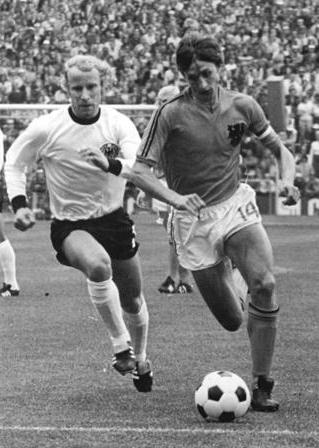
Berti Vogts (stânga) și Johan Cruyff în finala Campionatului Mondial de Fotbal 1974.

Momentul său de glorie s-a consumat însă la Campionatul Mondial de Fotbal din Germania, din 1974. În finală, el l-a anihilat pe Johan Cruijff, deși l-a scăpat la faza penalty-ului din minutul 2. Germania de Vest a învins cu 2-1, iar Vogts devenea campion mondial, după ce în urmă cu doi ani câștigase Campionatul European.
În 1975, după succesele pe plan intern cu Borussia și succesele internaționale cu echipa națională, a reușit să cucerească și primul trofeu european cu formația sa de club: Cupa UEFA. După ce în 1973 Borussia, cu Berti Vogts integralist, a pierdut dubla manșă cu Liverpool FC (3-0 pentru "cormorani" în tur și 2-0 pentru Borussia în retur), a venit rândul succesului. Borussia a jucat finala cu FC Twente, și după un 0-0 neconvingător, la Borussia, a venit meciul retur. Nemții au reușit o victorie excepțională, scor 5-1, iar Vogts reușea să își adjudece primul trofeu european cu Gladbach.
În 1977, după retragerea de la națională a lui Franz Beckenbauer, Vogts a devenit căpitanul echipei naționale a Germaniei. A fost căpitan în 20 de partide, inclusiv la Campionatului Mondial de Fotbal 1978, la care Germania nu a depășit faza a doua a grupelor. Vogts a înscris în propria poartă în meciul decisiv cu Austria, pierdut de nemți cu 3-2. În cazul unui rezultat de egalitate, Germania ar fi evoluat în finala mică.

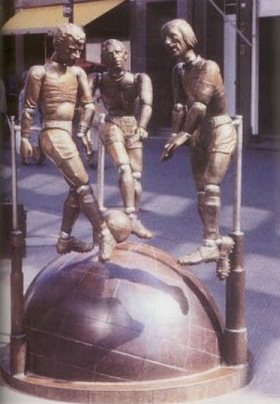
Monument dedicat tripletei legendare a Borussiei — Herbert Wimmer, Berti Vogts și Günter Netzer (de la stânga la dreapta), amplasat într-o zonă pietonală din Mönchengladbach.

Peste doar un an de la CM din 1978, Berti Vogts a reușit să câștige pentru a doua oară Cupa UEFA, chiar în anul în care avea să se retragă din activitatea de fotbalist profesionist. Victima celor de la Borussia Monchengladbach a fost, de data aceasta, Steaua Roșie Belgrad.
În 1979, Vogts s-a retras din activitatea de fotbalist, după ce a jucat 14 sezoane pentru Borussia Monchengladbach și a marcat 32 de goluri în 419 partide jucate în Bundesliga pentru această echipă. În cupele europene a jucat în 64 de meciuri, marcând 8 goluri. De asemenea, a evoluat 96 de meciuri pentru echipa națională a Germaniei de Vest, marcând un gol.

## Cariera de antrenor
Începând din 1980, Berti Vogts a antrenat echipa națională sub 20 de ani a Germaniei de Vest. A fost antrenorul acesteia până în 1990, când i-a succedat lui Franz Beckenbauer la cârma echipei naționale de seniori a Germaniei. În anul 1992, Vogts a antrenat Germania la primul său turneu important din cariera de antrenor, Campionatul European de Fotbal din Suedia. Germania a ajuns în finală, pe care a pierdut-o însă în fața Danemarcei cu scorul de 0-2.
La Campionatul European de Fotbal 1996, Berti Vogts a condus naționala țării sale spre victorie. Germania a învins, pe rând, Cehia (în grupe), Rusia, Croația și Anglia (ultima la celebra serie de lovituri de departajare în care a ratat Gareth Southgate), iar în finală a trecut din nou de Cehia, pe care o învinsese și în grupe, după un gol de aur marcat de Oliver Bierhoff în minutul 95.
Ultimul turneu final la care a participat Vogts în calitatea de antrenor al naționalei Germaniei a fost Campionatul Mondial de Fotbal din 1998, desfășurat în Franța. Nemții au pierdut lamentabil în sferturi, 0-3 cu Croația, iar Vogts a părăsit naționala, luând o pauză de doi ani.
În luna noiembrie a anului 2000, Vogts a devenit antrenorul formației Bayer Leverkusen. A reușit să califice formația "aspirinelor" în Liga Campionilor, însă a fost dat afară de la echipă în mai 2001. Peste doar câteva luni, era numit antrenor principal al naționalei Kuweit-ului.
Nu a reușit să antreneze prea mult în Kuweit, dându-și demisia de la naționala micului stat pentru a prelua naționala Scoției. În încercarea sa de a crea o nouă națională, cu jucători tineri, Vogts a avut o serie de eșecuri lamentabile, culminând cu un egal, 2-2, cu Insulele Feroe. Până la urmă, în decembrie 2004, a fost dat afară, după 2 ani și jumătate în care a antrenat naționala scoțiană. A urmat o nouă pauză în cariera sa de antrenor, după care a preluat echipa națională a Nigeriei.
A stat doar un an la echipa națională a Nigeriei, pentru că aceasta a avut o evoluție nesatisfăcătoare la ediția din 2008 a Cupei Africii pe Națiuni. Din aprilie 2008, a fost numit antrenor principal al naționalei de fotbal a Azerbaidjanului.

## Statistici carieră

### Statistici de club
|               |                          |               | League  | League | Cupă      | Cupă      | Cupa Ligii | Cupa Ligii | Continental | Continental | Total   | Total  |
| Sezon         | Club                     | Ligă          | Meciuri | Goluri | Meciuri   | Goluri    | Meciuri    | Goluri     | Meciuri     | Goluri      | Meciuri | Goluri |
| Germania      | Germania                 | Germania      | League  | League | DFB-Pokal | DFB-Pokal | Other      | Other      | Europe      | Europe      | Total   | Total  |
| ------------- | ------------------------ | ------------- | ------- | ------ | --------- | --------- | ---------- | ---------- | ----------- | ----------- | ------- | ------ |
| 1965–66       | Borussia Mönchengladbach | Bundesliga    | 34      | 0      | 2         | 0         | —          | —          | —           | —           | 36      | 0      |
| 1966–67       | Borussia Mönchengladbach | Bundesliga    | 34      | 1      | 1         | 0         | —          | —          | —           | —           | 35      | 1      |
| 1967–68       | Borussia Mönchengladbach | Bundesliga    | 34      | 6      | 3         | 0         | —          | —          | —           | —           | 37      | 6      |
| 1968–69       | Borussia Mönchengladbach | Bundesliga    | 34      | 8      | 2         | 0         | —          | —          | —           | —           | 36      | 8      |
| 1969–70       | Borussia Mönchengladbach | Bundesliga    | 34      | 5      | 3         | 1         | —          | —          | —           | —           | 37      | 6      |
| 1970–71       | Borussia Mönchengladbach | Bundesliga    | 34      | 1      | 4         | 0         | —          | —          | 4           | 2           | 42      | 3      |
| 1971–72       | Borussia Mönchengladbach | Bundesliga    | 19      | 1      | 2         | 0         | —          | —          | 4           | 0           | 25      | 1      |
| 1972–73       | Borussia Mönchengladbach | Bundesliga    | 34      | 3      | 9         | 0         | —          | —          | 12          | 2           | 55      | 5      |
| 1973–74       | Borussia Mönchengladbach | Bundesliga    | 27      | 3      | 3         | 0         | —          | —          | 7           | 1           | 37      | 4      |
| 1974–75       | Borussia Mönchengladbach | Bundesliga    | 34      | 0      | 2         | 0         | —          | —          | 12          | 2           | 48      | 2      |
| 1975–76       | Borussia Mönchengladbach | Bundesliga    | 34      | 1      | 4         | 1         | —          | —          | 6           | 0           | 44      | 2      |
| 1976–77       | Borussia Mönchengladbach | Bundesliga    | 27      | 1      | 1         | 0         | —          | —          | 9           | 1           | 37      | 2      |
| 1977–78       | Borussia Mönchengladbach | Bundesliga    | 34      | 2      | 5         | 0         | —          | —          | 8           | 0           | 47      | 2      |
| 1978–79       | Borussia Mönchengladbach | Bundesliga    | 6       | 0      | 1         | 0         | —          | —          | 3           | 0           | 10      | 0      |
| Total         | Germania                 | Germania      | 419     | 32     | 42        | 2         | —          | —          | 65          | 8           | 526     | 42     |
| Total carieră | Total carieră            | Total carieră | 419     | 32     | 42        | 2         | —          | —          | 65          | 8           | 526     | 42     |

### Statistici antrenorat
La 17 octombrie 2014..
| Echipa           | Început           | Sfârșit           | Rezultate | Rezultate | Rezultate | Rezultate | Rezultate | Rezultate |
| Echipa           | Început           | Sfârșit           | G         | W         | D         | L         | Win %     | Ref.      |
| ---------------- | ----------------- | ----------------- | --------- | --------- | --------- | --------- | --------- | --------- |
| Germania         | 9 august 1990     | 7 septembrie 1998 | 102       | 66        | 24        | 12        | 64,71     | [ 3 ]     |
| Bayer Leverkusen | 14 noiembrie 2000 | 21 mai 2001       | 25        | 11        | 3         | 11        | 44        | [ 4 ]     |
| Kuweit           | 12 august 2001    | 28 februarie 2002 | 11        | 2         | 6         | 3         | 18,18     |           |
| Scoția           | 1 martie 2002     | 2 noiembrie 2004  | 31        | 8         | 7         | 16        | 25,81     |           |
| Nigeria          | 15 ianuarie 2007  | 20 februarie 2008 | 15        | 7         | 3         | 5         | 46,67     |           |
| Azerbaidjan      | 1 aprilie 2008    | 17 octombrie 2014 | 71        | 15        | 22        | 34        | 21,13     |           |
| Total            | Total             | Total             | 255       | 109       | 65        | 81        | 42,75     |           |

## Palmares

### Ca jucător
- Campion al Germaniei (de 5 ori) : 1970, 1971, 1975, 1976, 1977
- Cupa Germaniei (o dată) : 1973
- Cupa UEFA (de 2 ori): 1975, 1979
- Campion Mondial (o dată): 1974
- Campion European (o dată): 1972
- Fotbalistul anului în Germania (de 2 ori): 1971, 1979

### Ca antrenor
- Campion European (o dată): 1996